# Cobitis taurica
Cobitis taurica är en fiskart som beskrevs av Vasil'eva, Vasil'ev, Janko, Ráb och Rábová 2005. Cobitis taurica ingår i släktet Cobitis och familjen nissögefiskar. IUCN kategoriserar arten globalt som akut hotad. Inga underarter finns listade i Catalogue of Life.